# 1124 Stroobantia
Stroobantia (asteróide 1124) é um asteróide da cintura principal com um diâmetro de 24,65 quilómetros, a 2,821906 UA. Possui uma excentricidade de 0,0359216 e um período orbital de 1 829,13 dias (5,01 anos).
Stroobantia tem uma velocidade orbital média de 17,4091532 km/s e uma inclinação de 7,79664º.
Esse asteróide foi descoberto em 6 de Outubro de 1928 por Eugène Delporte.